# GT Tour 2012
La saison 2012 du format GT Tour se déroule du 28 avril au 28 octobre 2012.

## Calendrier

### Championnats
| Icône   | Championnat                   |
| ------- | ----------------------------- |
| FFSA GT | Championnat de France FFSA GT |
| F4      | Championnat de France F4      |
| PCC     | Porsche Carrera Cup France    |
| SEAT    | SEAT Leon Supercopa France    |
| RCZ     | Peugeot RCZ Racing Cup        |
| CLIO    | Renault Clio Cup France       |
| 1.3L    | Mitjet Series 1300            |
| 2L      | Mitjet Series 2 Litres        |

### Événements
| Manche                | Date              | Événement                  | Circuit                             | Lieu                         | Pays                         | Championnats                         |
| --------------------- | ----------------- | -------------------------- | ----------------------------------- | ---------------------------- | ---------------------------- | ------------------------------------ |
| 1                     | 27-29 avril       | GT Tour Lédenon            | Circuit de Lédenon                  | Lédenon                      | Languedoc-Roussillon, France | FFSA GT F4 PCC SEAT RCZ 1.3L 2L      |
| 2                     | 18-20 mai         | GT Tour Dijon              | Circuit automobile de Dijon-Prenois | Prenois                      | Bourgogne, France            | FFSA GT SEAT CLIO 2L                 |
| 3                     | 23-24 juin        | GT Tour Le Vigeant         | Circuit du Val de Vienne            | Le Vigeant                   | Poitou-Charentes, France     | FFSA GT F4 PCC SEAT RCZ CLIO 1.3L 2L |
| 4                     | 13-15 juillet     | GT Tour Magny-Cours        | Circuit de Nevers Magny-Cours       | Magny-Cours                  | Bourgogne, France            | FFSA GT F4 PCC SEAT RCZ CLIO 1.3L 2L |
| 5                     | 7-9 septembre     | GT Tour Navarra            | Circuit de Navarre                  | Los Arcos                    | Navarre, Espagne             | FFSA GT F4 PCC SEAT 1.3L 2L          |
| 6                     | 26-28 octobre     | Finale GT Tour Paul Ricard | Circuit Paul-Ricard                 | Le Castellet                 | Provence, France             | FFSA GT F4 PCC SEAT RCZ 1.3L         |
| Epreuves hors-GT Tour |                   |                            |                                     |                              |                              |                                      |
|                       | 6-9 avril         | Coupes de Pâques           | Circuit Paul Armagnac               | Nogaro                       | Midi-Pyrénées, France        | CLIO 1.3L                            |
| 11-13 mai             | Grand Prix de Pau | Circuit de Pau-Ville       | Pau                                 | Aquitaine, France            | F4 PCC RCZ 1.3L 2L           |                                      |
| 3-4 septembre         | Grand Prix d'Albi | Circuit d'Albi             | Albi                                | Midi-Pyrénées, France        | CLIO 1.3L 2L                 |                                      |
| 28-30 septembre       | Fête de l'ACO     | Circuit Bugatti            | Le Mans                             | Pays de la Loire, France     | FFSA GT F4 RCZ               |                                      |
| 13-14 octobre         | Historacing       | Circuit de Lédenon         | Lédenon                             | Languedoc-Roussillon, France | CLIO                         |                                      |

### Circuits
| \| Lédenon Dijon-Prenois Val de Vienne Magny-Cours Navarra Le Castellet \| Localisation des circuits du championnat. |
| Lédenon Dijon-Prenois Val de Vienne Magny-Cours Navarra Le Castellet                                                 |

## Peugeot RCZ Racing Cup
Toutes les voitures sont des Peugeot RCZ Racing Cup modèle 2012.
| Pos | No. | Pilote       | Equipe       | Points |
| --- | --- | ------------ | ------------ | ------ |
| 1   |     | Pays inconnu | Pays inconnu |        |

## Clio Cup Elf

### Résultats
| Manche | Manche | Meeting                      | Vainqueur       |
| ------ | ------ | ---------------------------- | --------------- |
| 1      | C1     | Coupes de Pâques             | Marc Guillot    |
| 1      | C2     | Coupes de Pâques             | Marc Guillot    |
| 2      | C1     | GT Tour Dijon                | Marc Guillot    |
| 2      | C2     | GT Tour Dijon                | Marc Guillot    |
| 3      | C1     | GT Tour Val-de-Vienne        | Marc Guillot    |
| 3      | C2     | GT Tour Val-de-Vienne        | Marc Guillot    |
| 4      | C1     | GT Tour Magny-Cours          | Marc Guillot    |
| 4      | C2     | GT Tour Magny-Cours          | Éric Trémoulet  |
| 5      | C1     | Grand Prix d'Albi            | Éric Trémoulet  |
| 5      | C2     | Grand Prix d'Albi            | Éric Trémoulet  |
| 6      | C1     | Historacing Festival Lédenon | Marc Guillot    |
| 6      | C2     | Historacing Festival Lédenon | Xavier Fouineau |

### Classement
| Pos | No. | Pilote       | Equipe       | Points |
| --- | --- | ------------ | ------------ | ------ |
| 1   |     | Pays inconnu | Pays inconnu |        |

## SEAT Leon Supercopa
| Pos | No. | Pilote              | Equipe                     | Points |
| --- | --- | ------------------- | -------------------------- | ------ |
| 1   |     | Jimmy ANTUNES       | Clairet Sport              | 270    |
| 2   |     | Hugo VALENTE        | Clairet Sport              | 268    |
| 3   |     | Aurélien COMTE      | Galaxy Racing              | 233    |
| 4   |     | Vincent ABRIL       | Team Speedcar              | 216    |
| 5   |     | Pascal DESTEMBERT   | Team Speedcar              | 200    |
| 6   |     | Jean-Marie CLAIRET  | Clairet Sport              | 126    |
| 7   |     | Mathieu LAMBERT     | JSB Compétition            | 120    |
| 8   |     | Nicolas METAIRIE    | Team Anome                 | 118    |
| 9   |     | Sébastien CABIROU   | Team Speedcar              | 112    |
| 10  |     | Guillaume ROUSSEAU  | Bull Racing Team           | 86     |
| 11  |     | David CEBRIAN ARIZA | Monlau Competicion         | 65     |
| 12  |     | Jordi ORIOLA        | Monlau Competicion         | 62     |
| 13  |     | Johan Boris SCHEIER | Team Anome                 | 62     |
| 14  |     | Jean Philippe LAMIC | Team Speedcar              | 58     |
| 15  |     | Luis MARQUES        | Clairet Sport              | 47     |
| 16  |     | Thibault MOURQUES   | Team Speedcar              | 38     |
| 17  |     | Luc ROZENTVAIG      | Clairet Sport              | 27     |
| 18  |     | Henri DAFEUR        | Clairet Sport              | 10     |
| 19  |     | Javier Ibran PARDO  | RCS Motorsport             | 8      |
| 20  |     | Serge NAUGES        | Team Speedcar              | 7      |
| 21  |     | Martin MORENTE      | RCS Motorsport             | 6      |
| 22  |     | Yoann BENIAES       | Team Speedcar              | 4      |
|     |     | Peter DERAY         | JSB Competition            | 0      |
|     |     | Jaume FONT          | Monlau Competicion         | 0      |
|     |     | Olivier MAURY       | La Pieuvre Sp Auto Promo   | 0      |
|     |     | Serge PUJOL         | Team RC Service Motorsport | 0      |

## Mitjet Series1300 Light
| Pos | No. | Pilote       | Equipe       | Points |
| --- | --- | ------------ | ------------ | ------ |
| 1   |     | Pays inconnu | Pays inconnu |        |

## Mitjet Series 2L Supersport
| Pos | No. | Pilote       | Equipe       | Points |
| --- | --- | ------------ | ------------ | ------ |
| 1   |     | Pays inconnu | Pays inconnu |        |